# Molenhoek (Deerlijk)
Molenhoek is een gehucht in de gemeente Deerlijk in de Belgische provincie West-Vlaanderen. Molenhoek ligt tussen Deerlijk en het oostelijk gelegen Nieuwenhove.

## De molen Ter Geest en Te Zande
De benaming Molenhoek is een verwijzing naar de windmolen Ter Geest en Te Zande in de Waregemstraat, de enige van vele molens die te Deerlijk bewaard gebleven is.

## Buurthuis
Het buurthuis van de Molenhoek staat aan het Wiekeplein. De Wieke is het enige buurthuis van Deerlijk dat er kwam als nieuwbouw.

## Sint-Annaparochie
In 1967 werd de Molenhoek een zelfstandige parochie met bijhorende kerk, gewijd aan Sint-Anna.
Door het dalende aantal kerkgangers hief het bisdom Brugge in 2014 de parochie op. De Sint-Annakerk - een ontwerp uit 1961 van de Brugse architect Christ Vastesaeger en opgeleverd in 1963 - werd aan de eredienst onttrokken en in 2018 afgebroken.

## Nabijgelegen kernen
Deerlijk, Desselgem, Nieuwenhove, Vichte

## Externe link

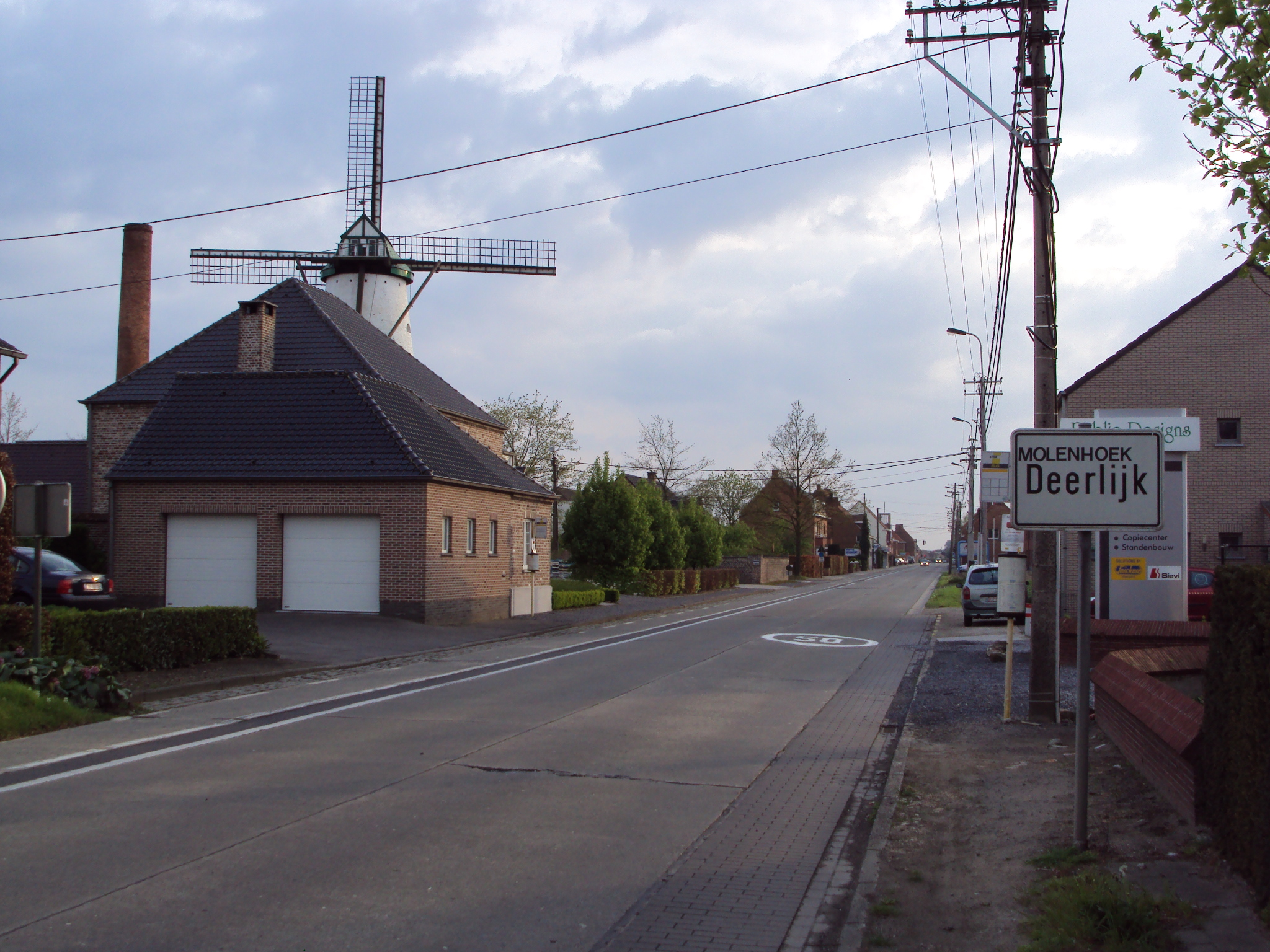
Het gehucht Molenhoek in Deerlijk
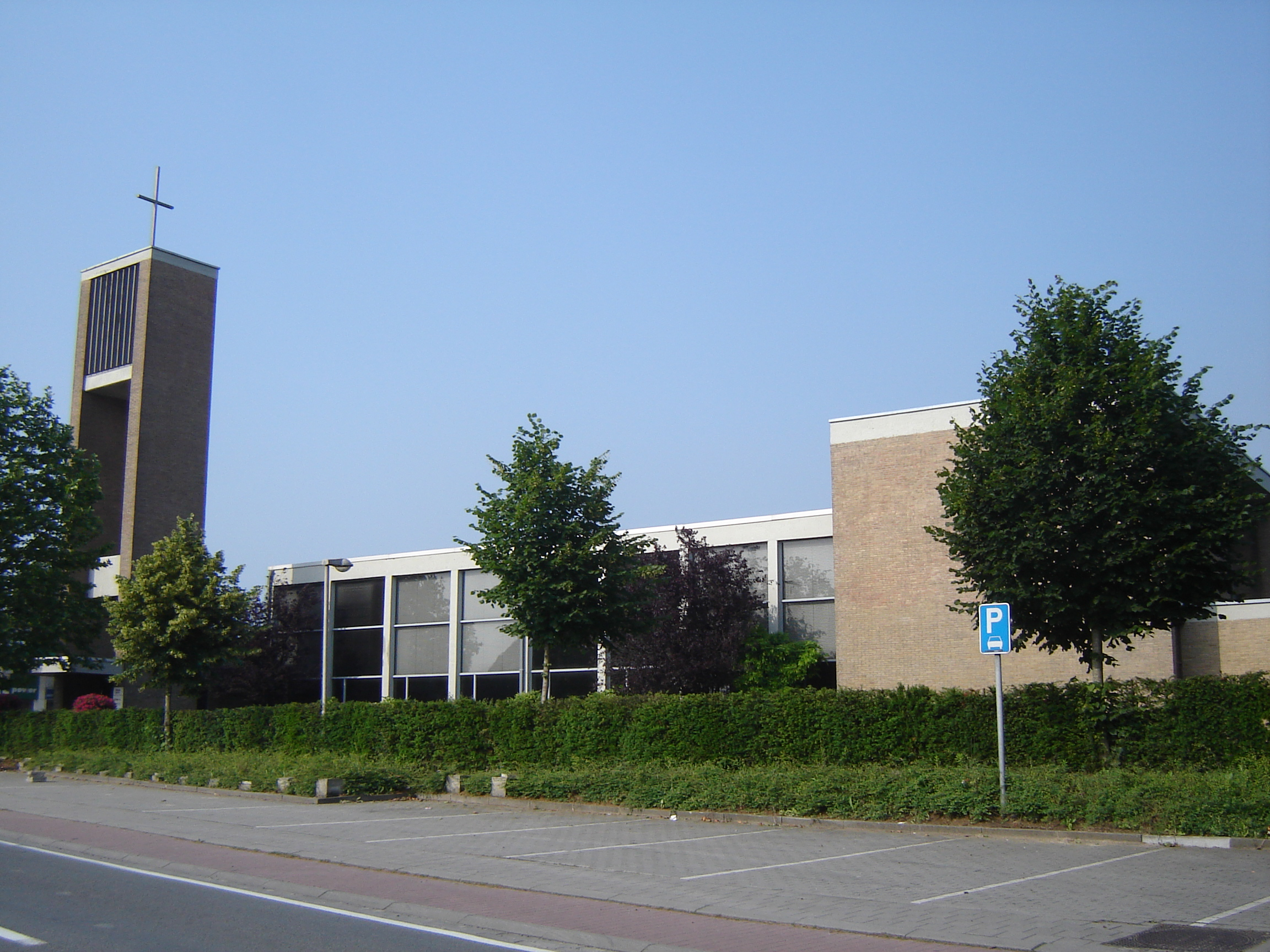
De gesloopte Heilige Moeder Annakerk op de Molenhoek